# Семь шпаг мстителя
«Семь шпаг мстителя» (итал. Le sette spade del vendicatore) — итало-французский приключенческо-исторический фильм 1962 года режиссёра Риккардо Фреда по сценарию Филиппо Санжюста на основе пьесы Адольфа Д'Эннери и Ф. Ф. Дюмануара «Дон Сезар де Базан». Ремейк фильма 1942 года «Дон Сезар де Базан».

## Сюжет
В конце XVI века Испания во главе с королём Филиппом III ведёт войну с Францией. Граф Карлос де Базан возвращается в родовой замок, где узнаёт, что отец умер, а имущество перешло к его кузену, герцогу де Сааведре, который обещает всё ему возместить. Дону Карлосу становится известно о заговоре против Филиппа III. Уцелев после нескольких покушений и казни по несправедливому обвинению в убийстве первого министра, Базан тратит все силы на борьбу с заговорщиками, во главе которых стоит герцог де Сааведра. Те же планируют заманить в замок Базана короля, который увлечён прекрасной Изабеллой. Карлосу по настоянию кузена пришлось жениться на ней в тюрьме, чтобы избежать казни. Филипп III должен быть схвачен на представлении пьесы, написанной кардиналом. Однако операция срывается стараниями дона Карлоса и банды разбойников, которые на самом деле являются верными слугами короны. Дон Карлос убивает кузена на дуэли в комнате пыток. Герцог падает в ров с пираньями. Филипп III благодарит Карлоса и Изабеллу за смелость и гостеприимство.